# Vumbi
Vumbi è un comune del Burundi situato nella provincia di Kirundo con 77.656 abitanti (censimento 2008).

## Geografia antropica

### Suddivisioni amministrative
Il comune è suddiviso in 36 colline.